# 山崎亮一

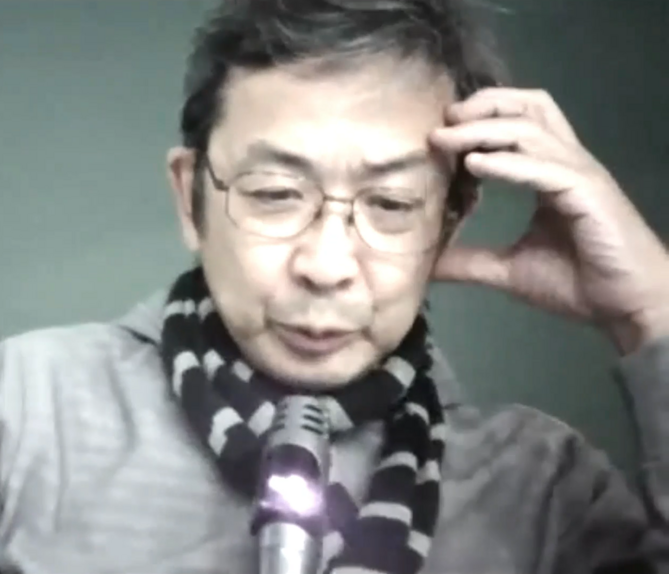
2021年12月・東京農工大学(府中市)

山崎 亮一（やまざき りょういち、1957年11月 - ）は、日本の農業経済学者、東京農工大学名誉教授。農学博士。

## 経歴
北海道出身。札幌市立啓明中学校卒。1976年北海道札幌南高等学校卒。1986年北海道大学大学院修了、農林水産省入省。1997年までの同省在職中に、農業研究センター(就業構造研究室)と国際農林水産業研究センター（JIRCAS）に勤務。1994年「労働市場の地域特性と農業構造」で北海道大学農学博士。同書で1997年日本農業経済学会奨励賞を受賞する。同書の改訂版が同名の著作集第1巻の第1部に収録されている。フランス政府給費留学生(BGF)として国立農学研究所(INRA)トゥールーズ支所に滞在(1994-1995年)。およびベトナム長期在外研究員としてカントー大学に滞在(1996-1997年)。その際、メコン河デルタ地方の農村で調査を実施する。
1997年酪農学園大学酪農学部助教授。2006年酪農学園大学酪農学部農業経済学科教授（担当は農業市場論）。酪農学園大学在職中の2003-2004年に、客員研究員としてフランス開発農学研究国際協力センター(CIRAD)に滞在。その際、モンペリエを拠点にしながら、マリ国のニジェール河内陸デルタ地方の農村で調査を実施する。メコン河デルタとニジェール河内陸デルタの一連の調査研究の結果をまとめた『周辺開発途上諸国の共生農業システム』が、2007年農業問題研究学会学術賞を受賞する。なお、同書の増補改訂版が『著作集第4巻 比較熱帯デルタ農業論』の第1部に収録されている。
2009年東京農工大学大学院共生科学技術研究院(現、農学研究院)教授。2016-2017年農業問題研究学会代表幹事(学会長)。2020-2021年『農業問題研究』編集委員長。2020-2023年『歴史と経済』副編集委員長。博士論文執筆後の日本農業論をまとめた『著作集第２巻 地域労働市場-農業構造論の展開』で、2022年農業問題研究学会学術賞を受賞する。また、この時点までの理論的総括として本源的蓄積史観を提案している『著作集第5巻 本源的蓄積と共同体』で、2023年日本農業経済学会学術賞を受賞する。2023年東京農工大学名誉教授。

## 著書

### 単著
- 『労働市場の地域特性と農業構造』農林統計協会 1996 (1997年度日本農業経済学会・奨励賞、受賞作)
- Agriculture in the Mekong Delta of Vietnam, Louma Productions (Aniane, France) 2004
- 『周辺開発途上諸国の共生農業システム：東南アジア・アフリカを中心に』農林統計協会 2007 (2007年度農業問題研究学会・学術賞、受賞作)
- 『グローバリゼーション下の農業構造動態：本源的蓄積の諸類型』御茶の水書房 2014
- 『農業経済学講義』日本経済評論社 2016 (オンデマンド版 2022)
- 『著作集全5巻』筑波書房 2020-2022 (詳細は「山崎亮一著作集」の項目を参照）
- Primitive Accumulation and Community, Tsukubashobo (Tokyo) 2024

### 編著(共編著を含む)
- 『労働市場と農業：地域労働市場構造の変動と実相』編著 筑波書房 2008
- 『現代「農業構造問題」の経済学的考察』編著 農林統計協会 2010
- 『伊那谷の地域農業システム：宮田方式と飯島方式』星勉との共編著 筑波書房 2015
- 『伊那谷研究の半世紀：労働市場から紐解く農業構造』新井祥穂・氷見理との共編著 筑波書房 2024

### 監修
『世界と日本の食料問題（全5巻）』文研出版, 2011-2012

## 山崎亮一著作集

### 全5巻
- 『第1巻 労働市場の地域特性と農業構造[増補]』 (解題: 山本昌弘) 2020年
- 『第2巻 地域労働市場-農業構造論の展開』（解題: 友田滋夫) 2021年 (2022年度農業問題研究学会・学術賞、受賞作)
- 『第3巻 越境する農業構造論: 伊那谷、フランス、ベトナム南部』 (解題: 須田文明) 2022年
- 『第4巻 比較熱帯デルタ農業論：メコン河とニジェール河』 (解題: 横山繁樹) 2021年
- 『第5巻 本源的蓄積と共同体』 (解題: 柘植徳雄) 2022年 (2023年度日本農業経済学会・学術賞、受賞作)

### 月報
- 月報第1号：1991年日本農業経済学会大会個別報告用資料(2020年10月発行)
- 月報第2号：ゼミ書簡(e-メール)集(2021年1月発行)
- 月報第3号：優しい先輩と、まじめな留学生(2022年11号発行)
- 月報第4号：教え子座談会(2020年8月16日13:30~オンライン開催)(2021年9月発行)
- 月報第5号：論争(2022年4月発行)

### 刊行委員会
- 委員長：新井祥穂　(第1巻巻頭言「農業経済学批判」執筆)

### 出版社、表紙画
- 出版社：筑波書房
- 表紙画原画：Nathalie Le Gall
- 表紙画提供：CIRAD

## 研究指導
東京農工大学在職中に博士論文主指導を行った学生の中に、氷見理(研究分野：労働市場と農業構造、2025年5月時点の所属：新潟大学)、鎌川明美(ベトナム農業構造)、カール・モハメド・アマザイ(アフガニスタン貧困問題、カブール大学）、曲木若葉(労働市場と農業構造、東京農工大学)、頼珺(雲南省ゴム農業、雲南大学)、森山浩光(ベトナム酪農)、謝驕南(山西省農業構造、雲南大学)、澁谷仁詩(労働市場と農業構造、農研機構)、三浦啓介(労働市場と農業経営、農研機構)がいる。また、酪農学園大学在職中の学部生の中に、高畑裕樹(農業派遣、盛岡大学)がいる。